# Lacs du Moyen Atlas
Le Moyen Atlas au Maroc recèle des potentialités naturelles, forestières et hydrologiques variées dans un contexte humide et sub-humide favorisant le développement des lacs, des cours d'eau, des biotopes. Les massifs montagneux présentent des curiosités géologiques et morphologiques (cavernes, dolines, cluses, plissement) (le massif du djebel Bouiblane et du djebel Bou Naceur avec leurs grandes plaines verdoyantes comme celle de Timahdite près d'Azrou).
La faune et la flore sont riches et renferment tous les aspects d'une vie biologique secrète. La création des sites SIBE et parcs nationaux (parc national de Tazekka, parc national d'Ifrane, parc national de Khénifra) et sites RAMSAR est la préoccupation majeure du gouvernement et des ONG soucieux de la protection de ce patrimoine qui risque de disparaître un jour sous diverses pressions à savoir : la dynamique humaine, le surpâturage, l'exploitation abusive de la forêt et enfin la sécheresse.
Le Moyen Atlas abrite une grande superficie de forêts de cèdres et de chênes verts, de nombreux lacs et rivières, vallées et sommets préservés, une variété de zones bioclimatiques qui abritent une prodigieuse biodiversité et une richesse floristique et faunistique.
La composante humaine du Moyen Atlas et de culture amazigh, composée essentiellement de grandes confédérations amazighe : les Zayanes, Aît Youssi, Aît sgougou, Aît M’Guild et Beni M'tir, Ait Seghrouchen, les tribus d'Immouzer Marmoucha etc., ces ethnies façonnées par la topographie et vivant essentiellement de l’élevage par le jeu d’une transhumance de moyenne amplitude entre le djebel (pâturages d’été) et l’Azghar (pâturages d’hiver). Tous ces ingrédients offrent un environnement très apprécié par les visiteurs.